# エムズファクトリー
株式会社エムズファクトリー（M's factory）は、東京都港区に所在した芸能事務所。
芸能事務所・A-PLUS（A-team系列）と業務提携していた。
現在は、廃業している。

## 所属タレント

### 俳優・タレント
- たかはしゆい（元SDN48 2期生）
- 勇太
- サンガ（軟式グローブ パーク・マンサー）
- 渡辺イマッド
- 西野真悠
- 鈴木敬太
- 水野綾子
- 藤田恵名
- 中曽根知左

### 文化人
- 志茂田景樹
- RYU
- 南部虎弾（電撃ネットワーク）
- 下田大気

## 過去の所属タレント
- 川上リサ（旧芸名 弓川留奈）元ももいろクローバーメンバー
- 芹那：A-PLUSへ移籍（元SDN48 1期生）
- 村上友梨：A-PLUSへ移籍
- 梶原ひかり：ヒラタオフィスへ移籍
- 吉永みち
- 富沢恵莉
- 藤間ほのか
- 古野あきほ：フリーで活動中
- 赤羽つぶら（元NICE GIRL プロジェクト!研修生）：引退